# Base Alfred-Faure
Pour les articles homonymes, voir Alfred Faure et Faure.
La base Alfred-Faure est la base scientifique permanente de l'archipel Crozet, construite en 1963  sur l'île de la Possession, et utilisée pour la première fois en 1964. Elle constitue l'une des quatre bases des Terres australes et antarctiques françaises.

## Historique
Après deux campagnes d'été de préparation à l'installation d'une base permanente (décembre 1961 - février 1962, et décembre 1962 - février 1963), la base est construite à partir de fin 1963 aux pieds de l'arête des Djinns et du plateau Jeannel, à l'abri des vents d'ouest dominants, sur la côte orientale de l'île. Elle est située à une altitude moyenne de 130 mètres, au sud de la baie du Marin qui constitue l'un des seuls points de débarquement de l'île (dit Port-Alfred).
Par l'arrêté du 22 mars 1969, la base prend le nom d'Alfred Faure, mort quatre ans plus tôt. Météorologue, il avait été directeur des deux premières campagnes d'été et de la première mission d'hivernage de vingt personnes chargées de construire la base en 1964.
Depuis 1982, la base est reliée à la côte par la seule route de l'île, longue de 1,6 km ; les deux téléphériques construits en 1964 ne sont, dès lors, plus utilisés.
Une partie des scènes du film français Les Saveurs du palais, réalisé par Christian Vincent et sorti en 2012 a selon l'intrigue pour cadre la base Alfred-Faure. Cependant le tournage n'y a pas été effectué, mais en Islande, une contrée économiquement et logistiquement plus accessible, pouvant passer aux yeux du public pour Crozet et ses paysages.

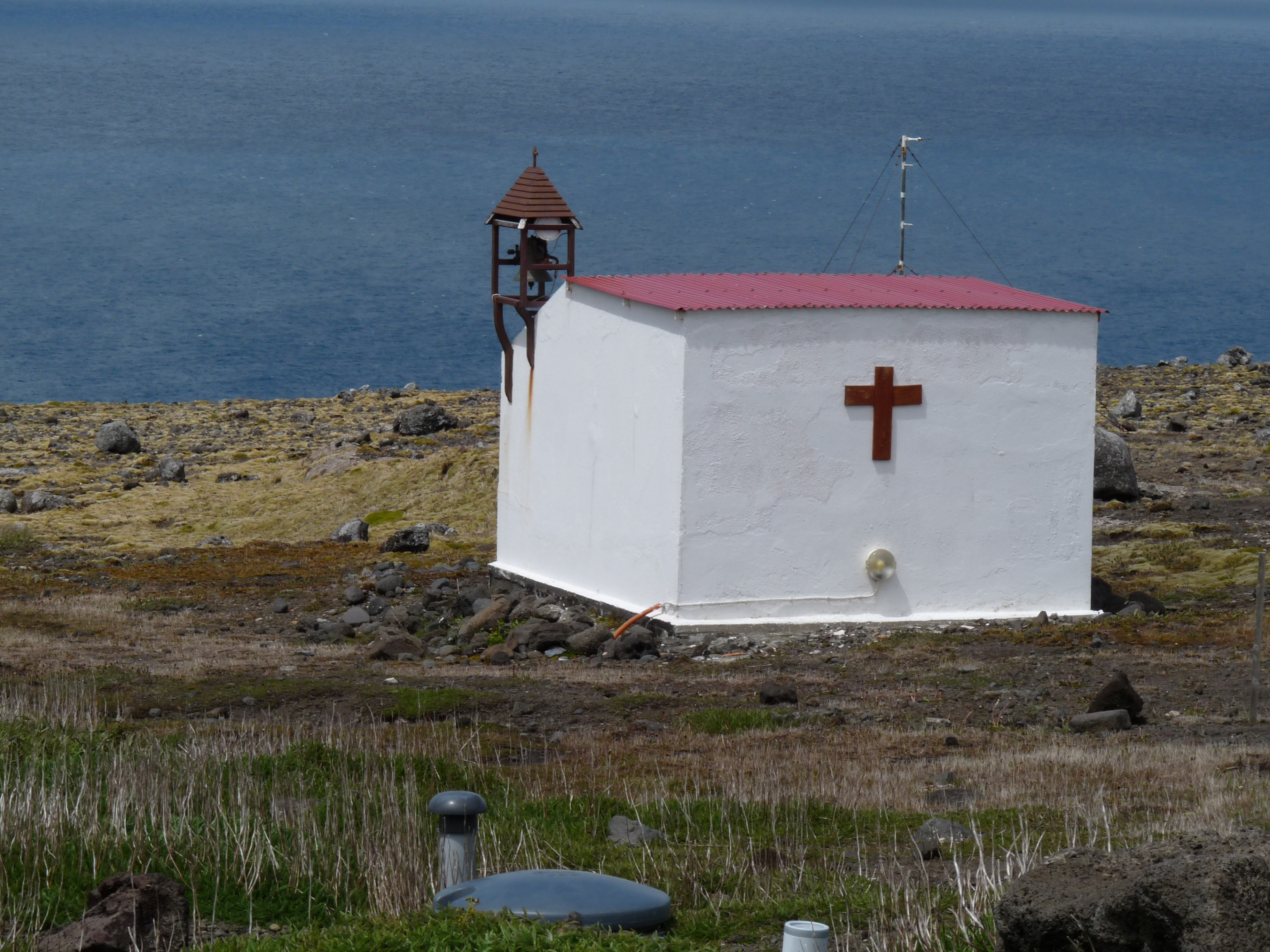
Chapelle Notre-Dame-des-Oiseaux.
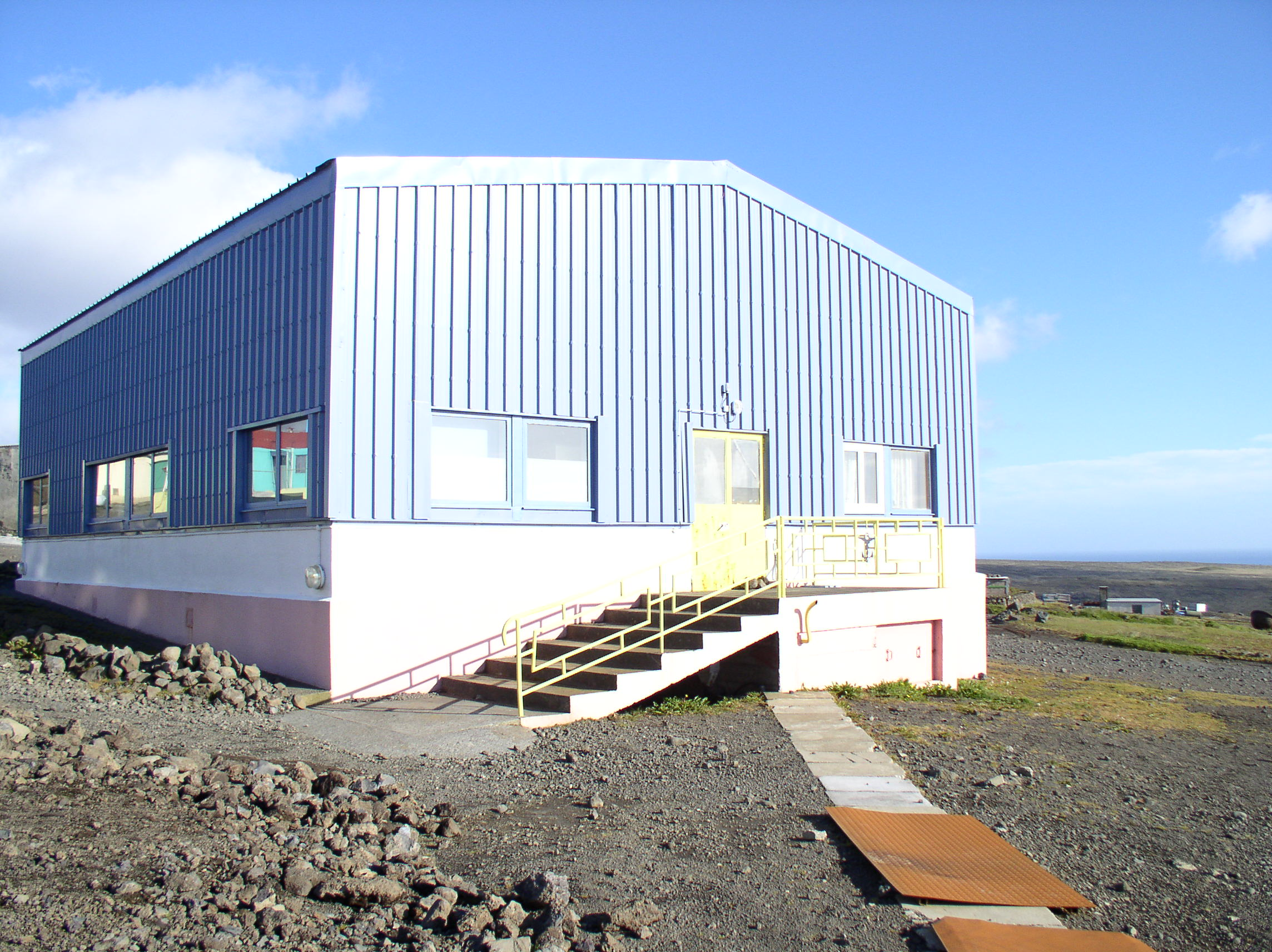
Hôpital (2002).
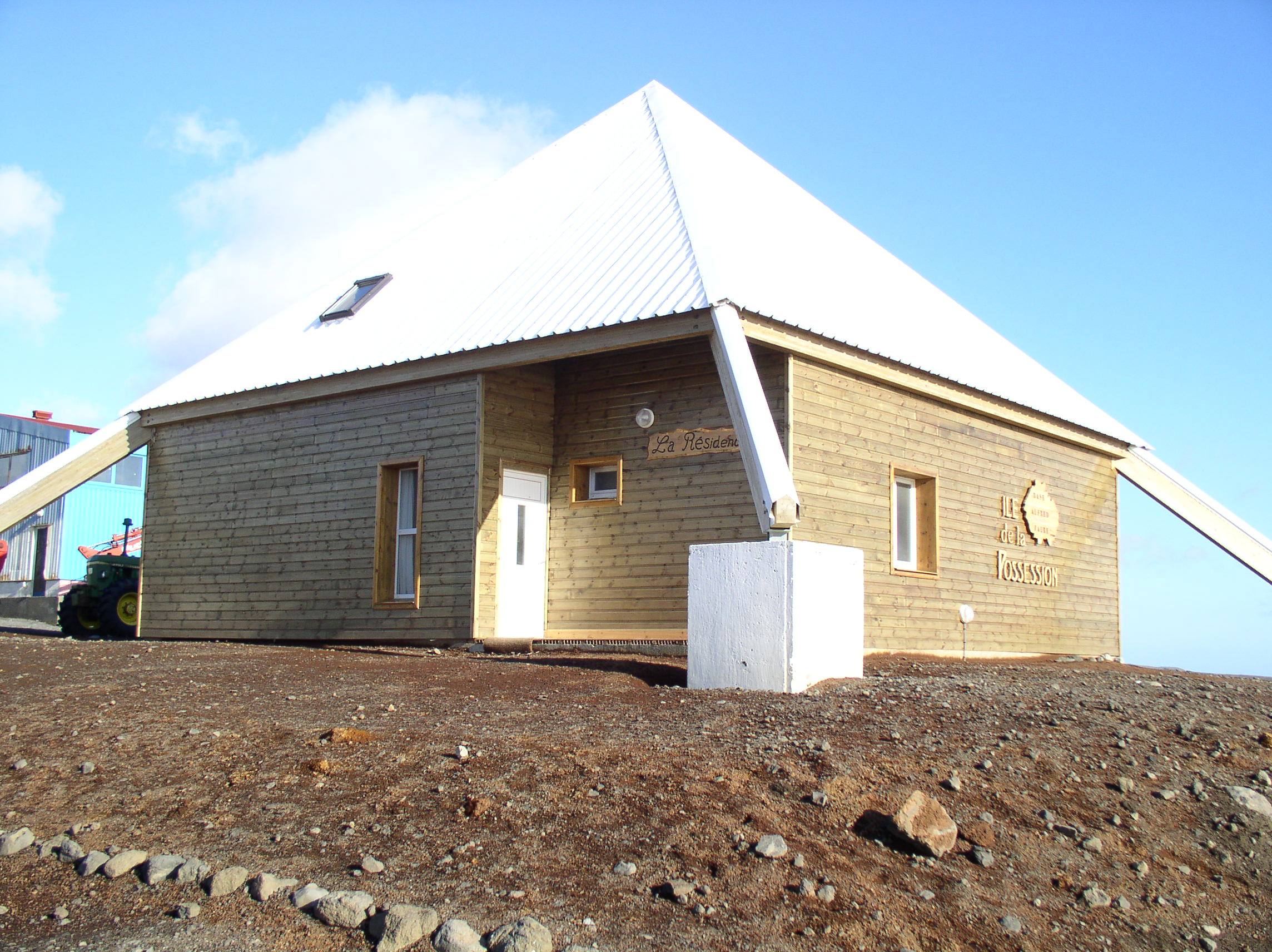
Résidence du chef de district (2002).
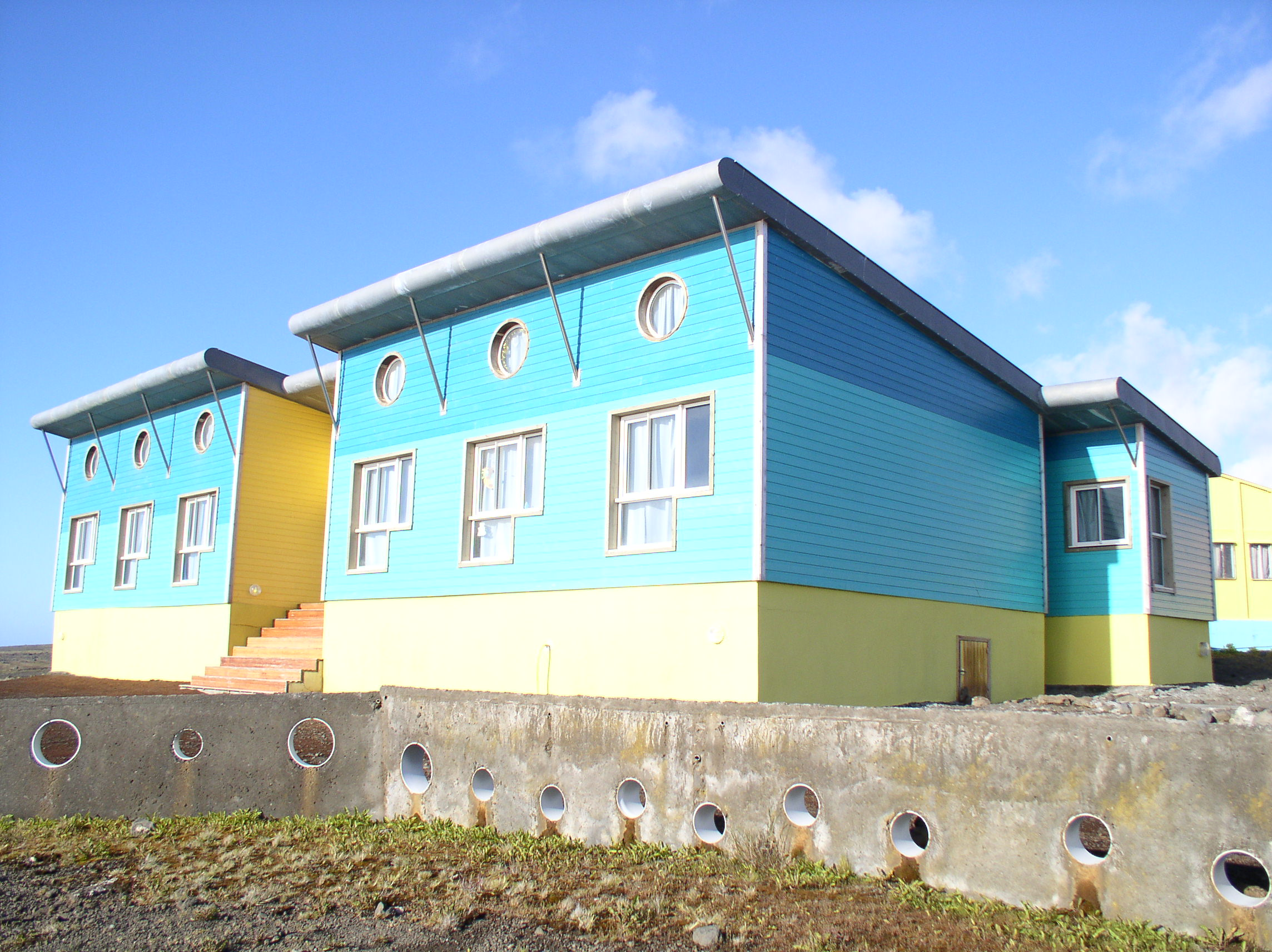
Bâtiment d'habitation Frances (2002).